# Florida en la guerra civil estadounidense
Florida participó en la guerra de Secesión como miembro de los Estados Confederados de América. Había sido admitido en los Estados Unidos como estado esclavista en 1845. En enero de 1861, Florida se convirtió en el tercer estado del sur en separarse de la Unión después de la victoria de Abraham Lincoln en las elecciones presidenciales de noviembre de 1860. Fue uno de los siete estados esclavistas iniciales que formaron la Confederación el 8 de febrero de 1861, antes de la guerra de Secesión.
Florida tenía, con diferencia, la población más pequeña de los estados confederados, con unos 140.000 residentes, casi la mitad de ellos esclavos. Como tal, Florida envió alrededor de 15.000 soldados al ejército confederado, la gran mayoría de los cuales fueron desplegados en otros lugares durante la guerra. La principal importancia del estado era como fuente de ganado y otros suministros de alimentos para la Confederación, y como lugar de entrada y salida para los corredores de bloqueo que utilizaban sus numerosas bahías y pequeñas ensenadas para evadir a la Armada de la Unión.
Al estallar la guerra, el gobierno confederado se apoderó de muchas instalaciones estadounidenses en el estado, aunque la Unión retuvo el control de Cayo Hueso, Fort Jefferson y Fort Pickens durante el conflicto. La estrategia confederada era defender las granjas vitales del interior de Florida a expensas de las zonas costeras. A medida que avanzaba la guerra y disminuían los recursos del sur, los fuertes y ciudades a lo largo de la costa quedaron cada vez más indefensos, lo que permitió a las fuerzas de la Unión ocuparlos con poca o ninguna resistencia. Los combates en Florida se limitaron en gran medida a pequeñas escaramuzas con la excepción de la batalla de Olustee, que se libró cerca de Lake City en febrero de 1864, cuando un ejército confederado de más de 5.000 personas repelió un intento de la Unión de perturbar la región productora de alimentos de Florida. Las condiciones de la guerra facilitaron la fuga de los esclavos y muchos se convirtieron en informantes útiles para los comandantes de la Unión. Los desertores de ambos bandos se refugiaron en la naturaleza salvaje de Florida, atacando a menudo a unidades confederadas y saqueando granjas.
La guerra terminó en abril de 1865. Al mes siguiente, se había restablecido el control estadounidense de Florida, se había abolido la esclavitud y el gobernador confederado de Florida, John Milton, se había suicidado de un disparo. Florida fue readmitida formalmente en los Estados Unidos en 1868.